# Bianca Răzor
Bianca Răzor (Rumania, 8 de agosto de 1994) es una atleta rumana especializada en la prueba de 4x400 m, en la que consiguió ser medallista de bronce mundial en pista cubierta en 2016.

## Carrera deportiva
En el Campeonato Mundial de Atletismo en Pista Cubierta de 2016 ganó la medalla de bronce en los relevos de 4x400 metros, llegando a meta en un tiempo de 3:31.51 segundos, tras Estados Unidos (oro) y Polonia (plata).